# Хадзитеодоридис, Илиас
Или́ас Хадзитеодори́дис (греч. Ηλίας Χατζηθεοδωρίδης; 5 ноября 1997 года, Катерини, Греция) — греческий футболист, выступающий за клуб «Панатинаикос». Играет на позициях левого защитника и полузащитника.

## Клубная карьера
Хадзитеодоридис с двенадцати лет обучался в греческом филиале академии лондонского «Арсенала», параллельно играл за местный клуб «Мас Калитеакос». В 2014 году он отправился на просмотр в Англию и хорошо проявил себя в играх за молодёжный состав клуба в показательных матчах с молодёжью других ведущих европейских клубов. В июне того же года 17-летний Илиас заключил с лондонцами двухлетний контракт.
На протяжении двух лет Хадзитеодоридис выступал за молодёжные команды «Арсенала» в Лиге профессионального развития и Юношеской лиге УЕФА. Всего он провёл 44 матча и забил один гол. При этом убедить руководство английского клуба заключить с ним профессиональный контракт Илиас не сумел и летом 2016 года подкинул «Арсенал». Несмотря на интерес к нему со стороны греческих клубов Хадзитеодоридис решил продолжить карьеру в Англии и прошёл просмотр с резервистами клуба «Брентфорд», после чего 6 августа 2016 года заключил с ним однолетний контракт. Весь сезон 2016/2017 Илиас отыграл за резервный состав и лишь раз был включён в заявку на матч первой команды, но остался в запасе. Тем не менее 2 марта 2017 года он подписал с клубом новый контракт на два года.
В первой половине сезоне 2017/2018 Хадзитеодоридис стал чаще оказываться в составе первой команды. 8 августа 2017 года он провёл первый профессиональный матч в карьере, выйдя в стартовом составе на игру с «Уимблдоном» в Кубке Футбольной лиги. В том сезоне Илиас ещё три раза сыграл в кубковых матчах за «Брентфорд», но в Чемпионшипе ему так и не удалось сыграть. 19 января 2018 года Хадзитеодоридис был отдан в аренду до конца сезона клубу «Челтнем Таун» из Второй лиги. Там он был основным игроком и провёл 18 матчей, выходя в стартовом составе. В июле 2018 года Илиас досрочно покинул «Брентфорд» в статусе свободного агента и вернулся на родину.
24 июля 2018 года Хадзитеодоридис заключил трёхлетний контракт с греческим «Панатинаикосом». 16 сентября 2018 года Илиас дебютировал в чемпионате Греции, выйдя на замену в матче с «Ларисой». На следующий матч с «Левадиакосом» он вышел уже в стартовом составе и отметил первым в карьере забитым голом. Его гол, забитый дальним ударом в матче с «Паниониосом» 20 октября, стал для его команды победным.

## Выступления за сборную
В октябре 2018 года Хадзитеодоридис был приглашён в молодёжную сборную Греции на матчи отборочного турнира к чемпионату Европы с командами Хорватии и Беларуси. Оба матча он провёл в запасе.

## Статистика выступлений
| Выступление      | Выступление      | Выступление      | Лига | Лига | Кубок | Кубок | Кубок лиги | Кубок лиги | Еврокубки | Еврокубки | Итого | Итого |
| Клуб             | Лига             | Сезон            | Игры | Голы | Игры  | Голы  | Игры       | Голы       | Игры      | Голы      | Игры  | Голы  |
| ---------------- | ---------------- | ---------------- | ---- | ---- | ----- | ----- | ---------- | ---------- | --------- | --------- | ----- | ----- |
| Брентфорд        | II               | 2017/2018        | 0    | 0    | 1     | 0     | 3          | 0          | —         | —         | 4     | 0     |
| Челтнем Таун     | IV               | 2017/2018        | 18   | 0    | 0     | 0     | 0          | 0          | —         | —         | 18    | 0     |
| Панатинаикос     | I                | 2018/2019        | 20   | 3    | 5     | 1     | —          | —          | —         | —         | 25    | 4     |
| Панатинаикос     | I                | 2019/2020        | 23   | 0    | 3     | 0     | —          | —          | —         | —         | 26    | 0     |
| Панатинаикос     | I                | 2020/2021        | 6    | 0    | 2     | 0     | —          | —          | —         | —         | 8     | 0     |
| Панатинаикос     | I                | 2021/2022        | 1    | 0    | 0     | 0     | —          | —          | —         | —         | 1     | 0     |
| Панатинаикос     | Итого            | Итого            | 50   | 3    | 10    | 1     | —          | —          | —         | —         | 60    | 4     |
| Всего за карьеру | Всего за карьеру | Всего за карьеру | 68   | 3    | 10    | 1     | 3          | 0          | 0         | 0         | 81    | 4     |